# Julius Caesar Ibbetson
Julius Caesar Ibbetson, né le 29 décembre 1759 dans le district de Farnley Moor à Leeds et mort le 13 octobre 1817 à Masham (Yorkshire du Nord), est un peintre et aquarelliste britannique.

## Biographie
Julius Caesar Ibbetson naît le 29 décembre 1759. Il est le deuxième enfant de Richard Ibbetson, un drapier du Yorkshire. Selon ses Mémoires, sa mère tomba sur la glace et accoucha prématurément, ce qui lui valut d'être mis au monde par césarienne et de se voir attribuer un deuxième prénom qu'il tenta de cacher tout au long de sa vie.
Élevé dans une communauté de frères moraves, il est mis en apprentissage chez un décorateur de navires et se forme à peu près seul. À l'âge de 17 ans, réalise les décors d'une pièce jouée à Hull et à York. Il se rend à Londres en 1777, où il expose des vues des faubourgs. Puis il dessine des animaux pour un ouvrage d'histoire naturelle. Attaché comme dessinateur à l'ambassade en Chine du colonel Cathcart, qui meurt en mer, il doit revenir; mais cette traversée lui donne le goût de la peinture de marine, à laquelle il s'adonne principalement, ainsi qu'au paysage, tant à l'huile qu'à l'aquarelle.
Des habitudes d'intempérance, de dissipation et de prodigalité ruinent ses affaires, et, à la suite d'une fièvre cérébrale provoquée par la perte successive de sa femme et de huit de ses enfants, il se retire dans son village natal, où il travaille sans relâche jusqu'à sa mort prématurée, le 13 octobre 1817 à Masham.

## Critique, œuvres et publication
Sa couleur est terreuse et fausse, mais sa facture est ferme, sa composition claire et ingénieuse. On cite de lui Tigres dans les jungles, le Retour du marin, la Sirène, Paysage avec pont rustique, et au musée de Kensington, Vue de l'île de Whigt. Il écrit et illustre un traité sur
son art, avec introduction humoristique.